# Magas kúpvirág
A magas kúpvirág (Rudbeckia laciniata) a fészkesvirágzatúak (Asterales) rendjébe és az őszirózsafélék (Asteraceae) családjába tartozó észak-amerikai eredetű, inváziós faj.

## Előfordulása
Észak-Amerikában őshonos a keleti parttól a Sziklás-hegységig. A 17. század elején hozták Európába, ahol dísznövényként ültették (először Párizsban 1615-ben). 1787-ben már kivadult a kertekből, 1839-ben pedig Sziléziában már meghonosodottnak tekintették. Mai európai elterjedési területe Svédországtól Észak-Olaszországig, keleten Közép-Oroszországig, délkeleten Romániáig terjed. Megjelent Japánban, Kelet-Kínában és Új-Zélandon is.
Magyarországon az 1880-as  évek elején honosodott meg. Nyugatról terjedt kelet felé, Kőszegen 1883-ban, a Csepel-szigeten 1949-ben, Baján 1955-ben jelent meg. Ma főleg a Nyugat-Dunántúlon, Észak-Magyarországon (a Sajó és mellékfolyói) és délkeleten a Körösök mentén található meg.

## Változatai
- Rudbeckia laciniata var. ampla (A.Nelson) Cronquist
- Rudbeckia laciniata var. bipinnata Perdue
- Rudbeckia laciniata var. heterophylla (Torr. & A.Gray) Fernald & B.G.Schub.
- Rudbeckia laciniata var. humilis A.Gray

## Megjelenése
A magas kúpvirág 1,5–2,5 m magas lágyszárú, évelő növény. A talajban található 5–15 cm hosszú, kúszó gyöktörzse és a belőle eredő szálszerű gyökerei. Szára egyenesen felálló, elágazó, felülete hamvasan kékes, teljesen vagy majdnem teljesen csupasz. Váltakozó állású levelei kékeszöld árnyalatúak, színük kopasz, fonákjuk ritkásan szőrös. Az alsó és felső levelek különböznek: előbbiek hosszú nyelűek, egy- vagy kétszeresen szárnyasan szeldeltek. A felső levelek rövid nyelűek, 3-5 karéjúak, a legfelsők pedig száron ülők, alig fogazott vagy épszélűek.
Júliustól októberig virágzik. Hosszú szárú, 6–12 cm átmérőjű fészkes virágzatai vannak. A virágzat szélén 6–16 élénk aranysárga sugárvirág található. A vacok eleinte félgömb, majd kúpos formájú, az itteni apró, csöves 150-300 virág zöldessárga.
Termése 4–5 mm-es. szürke kaszat. Repítőszálak nincsenek, de négy rövidfogú koronácska található rajta.

## Életciklusa
Erőteljes növekedésű, tőről sarjtelepekkel is szaporodó növény. Március elején hajt ki, a szár fejlődése április végén kezdődik. Július és október között virágzik, virágait rovarok porozzák be. Magvai augusztus és november között érnek be; egy növény kb. 1000–1500 életképes magot szór széjjel.
A félárnyékot kedveli, de jól megél tűző napon vagy teljes árnyékolás alatt is. Elsősorban a folyó- és patakmenti ligeterdőkben, magaskórósokban, ártéri gyomtársulásokban lehet vele találkozni. A kissé savanyú, tápanyagban gazdag, nedves, akár néha vízzel borított talajt részesíti előnyben, ám jól elviseli az ideiglenes szárazságot. A fagyot és a nyári hőséget is jól tűri.
Terjeszkedő inváziós faj; egynemű állományaival, nagy termetével, sűrű leveleivel leárnyékolja az őshonos növényeket. Jó mézelő növény, de levelei a legelő állatok számára mérgezőek.

## Képek

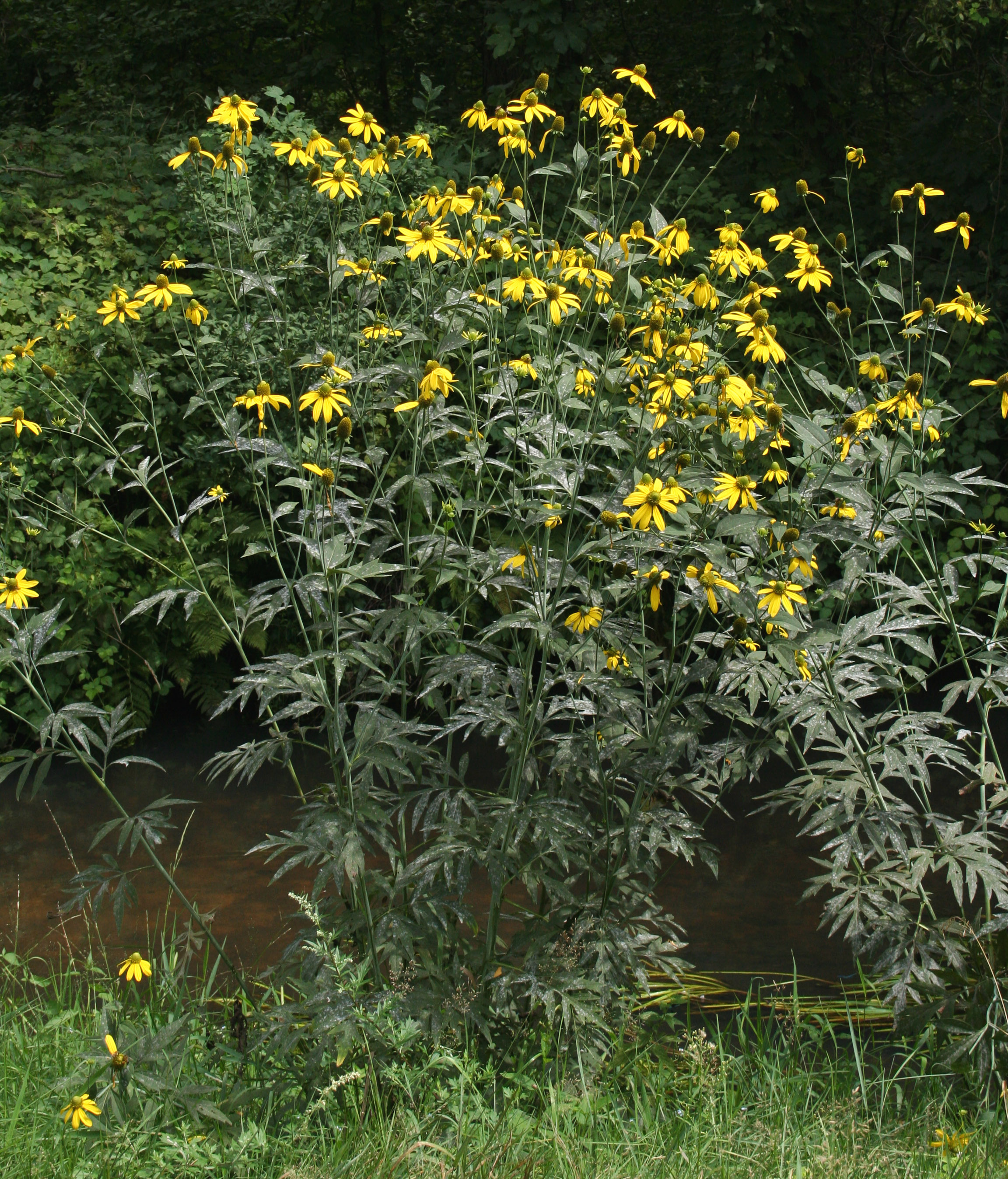
Habitusa
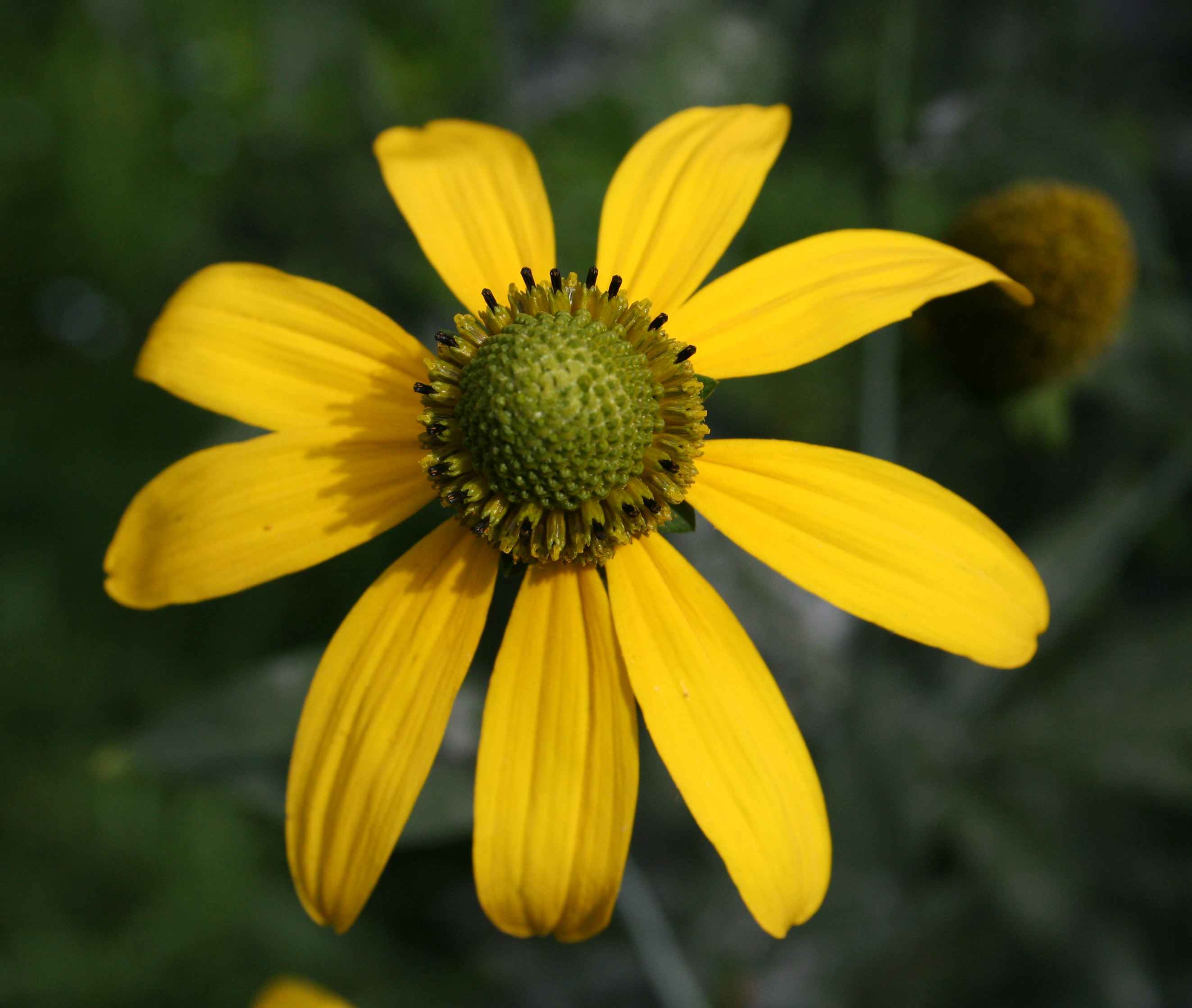
Virága
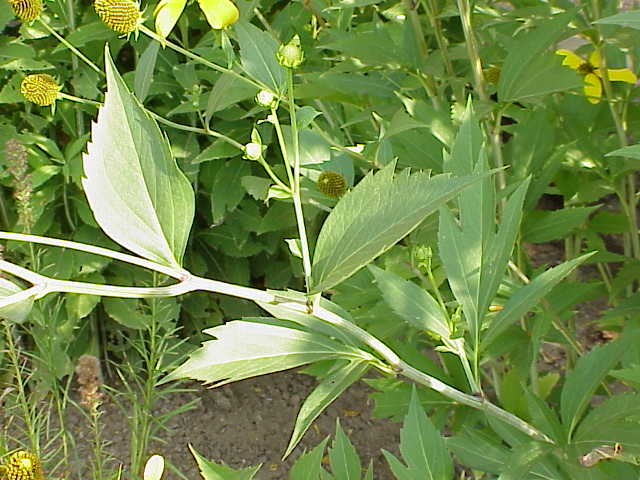
Felső levelei
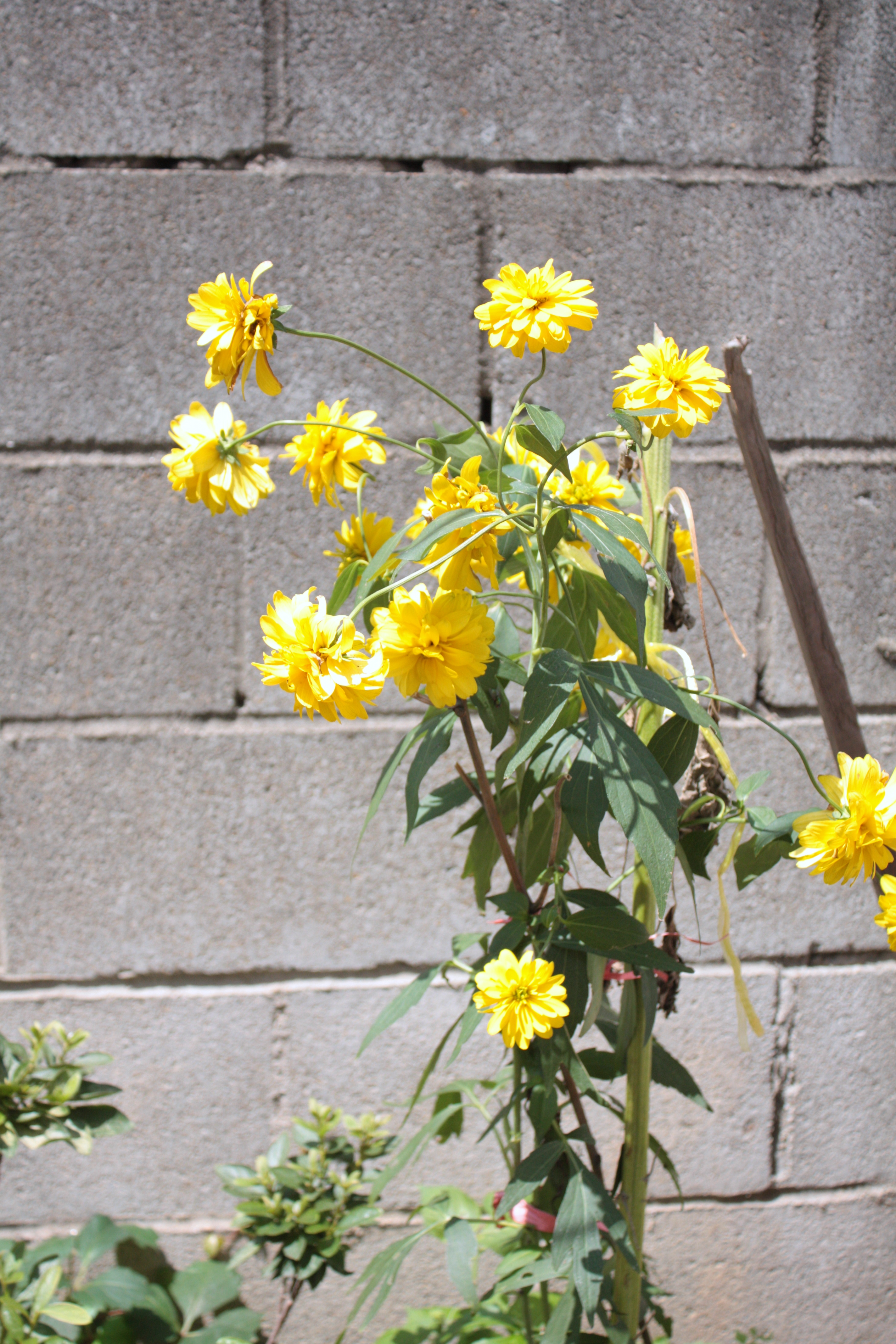
Nemesített, telt virágú változata